# Eupograpta anhat
Espèce
Eupograpta anhat est une espèce d'araignées aranéomorphes de la famille des Miturgidae.

## Distribution
Cette espèce est endémique du Queensland en Australie. Elle se rencontre entre Birdsville et Mount Isa.

## Description
La femelle holotype mesure 8,5 mm.

## Étymologie
Cette espèce est nommée en référence à l'Australian Natural Heritage Assessment Tool.

## Publication originale
- Raven, 2009 : Revisions of Australian ground-hunting spiders: IV. The spider subfamily Diaprograptinae subfam. nov. (Araneomorphae: Miturgidae). Zootaxa, no 2035, p. 1-40.